# Hipòdrom de Sha Tin
L'Hipòdrom de Sha Tin (en xinès: 沙田馬場) és un dels dos hipòdroms de curses de cavalls a Hong Kong, una regió administrativa especial de la Xina. És a Sha Tin, als Nous Territoris. És administrat pel Jockey Club de Hong Kong (香港賽馬會 en xinès). El parc Penfold (彭福公園) està envoltat per la pista de curses, i l'institut d'esports de Hong Kong es troba immediatament al sud de la propietat. L'hipòdrom va ser construït en 1978 (sota la gestió de Sir David Akers-Jones, el llavors Secretari dels Nous Territoris) en uns terrenys guanyats al mar, sent la major de les dues pistes de curses de Hong Kong.